# Karavīq
Karavīq (persiska: کرویق) är en ort i Iran.   Den ligger i provinsen Östazarbaijan, i den nordvästra delen av landet, 500 km nordväst om huvudstaden Teheran. Karavīq ligger 1 714 meter över havet och antalet invånare är 257.
Terrängen runt Karavīq är kuperad åt nordost, men åt sydväst är den platt. Runt Karavīq är det ganska glesbefolkat, med 27 invånare per kvadratkilometer. Närmaste större samhälle är Gūyjeh-ye Solţān, 4,9 km väster om Karavīq. Trakten runt Karavīq består i huvudsak av gräsmarker.